# Poručenská rada OSN
Poručenská rada OSN je jedním ze šesti hlavních orgánů Organizace spojených národů. Její rolí je zabezpečit přechod závislých a nesamostatných území k samosprávě nebo samostatnosti.

## Historie
Poručenská rada byla ustanovena Chartou OSN v roce 1945, aby dohlížela na správu jedenácti poručenských území zařazených do poručenské soustavy.
Poručenská rada měla monitorovat situaci v poručenských územích, která podléhala samostatným dohodám s řídícími státy. Tato území byla formálně spravována na základě mandátů Společnosti národů nebo byla oddělena od zemí poražených ve druhé světové válce, případně byla do systému dobrovolně zařazena spravující mocností.
Podle Charty OSN byla Poručenská rada pověřena zkoumáním a projednáváním zpráv správcovských států o politickém, hospodářském a sociálním vývoji daného území. Současně se zabývala podněty obyvatel těchto území a prováděla speciální ověřovací mise.
Protože do roku 1994 dosáhla všechna poručenská území OSN samosprávy či nezávislosti, ať již jako nezávislé státy či připojením k některému ze sousedních nezávislých států, pozastavila Poručenská rada svou činnost 1. listopadu 1994. Stalo se tak měsíc po vyhlášení nezávislosti posledního zbývajícího poručenského území Tichomořských ostrovů (Palau). Palauská republika se v témže roce stala 185. členským státem OSN.

## Současnost
Poručenská rada je složena ze stálých členů Rady bezpečnosti – Číny, Francie, Ruské federace, Velké Británie a Spojených států. Protože už splnila svůj účel, byla v roce 1994 upravena její procedurální pravidla a má se scházet jen v případech, kdy to bude situace vyžadovat. V posledních desetiletích se schází zhruba jednou za dva roky.
V roce 2005 se dokonce jednalo o definitivním ukončení činnosti Poručenské rady v návaznosti na to, že všechny cíle poručenského systému již byly naplněny. Poručenská rada byla závěrečným dokumentem Summitu OSN 2005 určena ke zrušení. Tento krok však vyžaduje změnu Charty OSN a příslušný proces nebyl dosud zahájen.
Naposledy se Poručenská rada sešla na svém 74. zasedání 5. prosince 2023, kdy byl jejím předsedou zvolen James Kariuki z Velké Británie. Další zasedání je plánováno na prosinec 2025.

## Galerie

Svět v roce 1945, území pod správou OSN jsou vyznačena zeleně.